# سنة استراحة

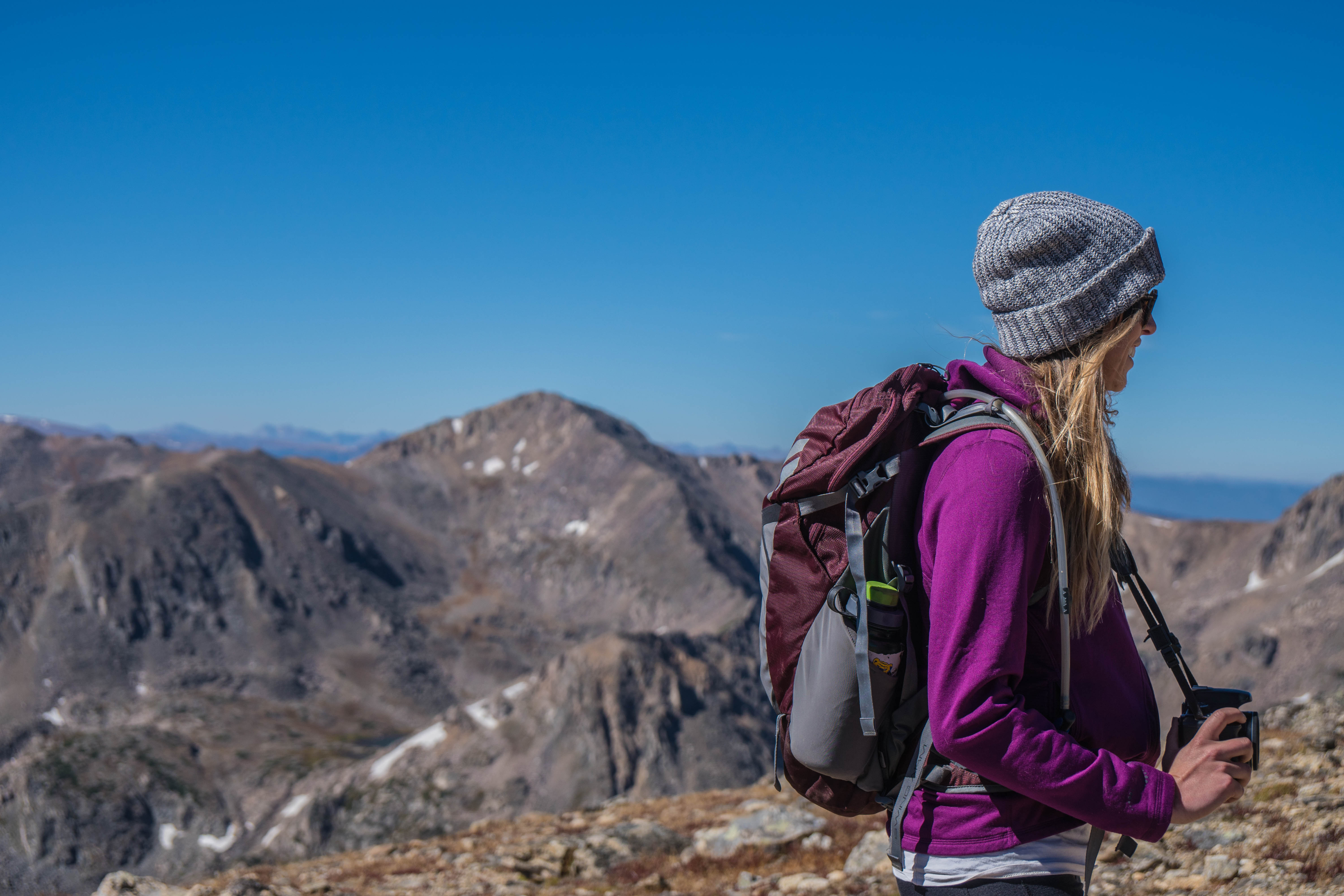

سنة الاستراحة أو سنة الفراغ أو سنة مستقطعة (بالإنجليزية: gap year)‏ هو مصطلح يطلق على فترة زمنية بين مرحلتين مهمتين في الحياة عند الشباب.
تُأخذ مثلاً بعد دراسة الثانوية العامة وقبل بداية دراسة جامعية أو بين مرحلتين دراستيتين مخلتفتين كالبكالوريوس والماجستير أو بعد إنهاء موفق لدراسة جامعية وقبل دخول سوق العمل أو عند إيقاف الدراسة وقبل بدء دراسة أخرى وهكذا. الفترة تكون عادة عدة أشهر يحتاجها الشاب لتجربة الجديد وللسفر وتعلم اللغات واكتشاف العالم، ما يكسبه الخبرة ويفتح أمامه آفاقا جديدة. طرق قضاء هذه الفترة غير محصورة بشكل معين ولها أشكال تختلف باختلاف الأشخاص والظروف والفرص. فمثلا يمكن السفر والسكن مجانيا عند المُضيفين مقابل مساعدتهم عبر ما يعرف بال Au-pair أو عبر التدريب في الخارج أو أي عمل أو سفر أو سنة خدمة اجتماعية، كما هو مُتاح في أوروبا مثلاً. لكن الأمر لا يتطلب بالضرورة مغادرة البلد الأم ويمكن تطبيق ما ذُكر في الوطن ما سمحت الظروف.

## حسب الدول

### أستراليا ونيوزيلاندا
يسود تقليد السفر عبر البحار عند الشباب في أستراليا ونيوزيلاندا كأحد أهم صيغ قضاء سنة الراحة. ويعرف في نيوزيلاندا بخبرة أعالي البحار. أحيانا يتم حصر المدة في سنة واحدة، ولكن كثيرا ما تُتجاوز السنة بمدة تصل من 3 إلى 5 سنوات متضمنة الكثير من الأعمال الخدمية لكي يتمكنوا من تمويل تلك الرحلات طويلة الأمد. من أهم الإتجاهات المقصودة أوروبا وآسيا. وصفة السفر هذه متعمقة في النفسية النيوزيلاندية، حتى أن مؤسسة الضرائب الحكومية خصصت على موقعها على الإنترنت ناحية لشرح فوائد استغلال هذه الفرص وكيف أنها ستساعد على تنمية البلد.

في أستراليا تساعد برامج التبادل التعليمي على تقديم فرصة جيدة للأجيال الشابة لقضاء السنة في إحدى الأماكن أو الدول الأخرى.

### بلجيكا
يعطي قانون النقاط في بلجيكا الموظفين والعمال الحق بأخذ سنة كاملة بعيدة عن عملهم خلال حياتهم المهنية، وذلك لإعطاء الفرصة للتغيير وتأكيد أهمية أمور أخرى في الحياة.

### الدنمارك
سعت الدنمارك لتقييد عدد الطلاب الذين يأخذون سنة للفراغ. في عام 2006، تم الإعلان عن أن عدد الطلاب الذين أخذوا سنة فراغ وصل إلى قيمة دنيا، وفي أبريل من عام 2009 أقرت الحكومة الدنماركية قانونا يكافئ من يتخلى عن أخذ هذه السنة.

### غانا
في غانا يأخذ أغلب المغادرين للمدرسة بعد نهاية دراستهم فيها عطلة بين شهر أغسطس لمدة عام كامل، بالرغم من أن هذا ليس إلزاميا.

### اليابان
في اليابان يتم عبر مشاريع دمج واستقطاب الطلاب لسوق العمل (قبل إنهاء دراستهم) ولهذا السبب فإنه من غير المعتاد ذهاب الطلاب وسعيهم لرحلات بحثية في اليابان.[بحاجة لمصدر]

### اليمن
في اليمن يُلزم الطلاب بأخذ سنة انقطاع بعد انتهاء المدرسة وقبل بدء الدراسة الجامعية أو التعليم العالي. باستثناء المدارس الخاصة، فيجب على البقية الانتظار سنة بعد المدرسة. حتى تسعينيات القرن الماضي كان يُلزم الطلاب بالقيام بخدمة العلم (دخول الجيش) للذكور وللتعليم في المدرسة أو العمل في المستشفيات للإناث أو للذكور ممن لم يستطيعوا العمل العسكري لأسباب مُقنعة.[بحاجة لمصدر]